# Le Jeu de Dames
Le Jeu de Dames (з фр. «Шашки», досл. «Гра в дами») — перший у світовій шашкової історії регулярний спеціалізований журнал, присвячений шашкам.

## Про журнал
Журнал заснований у 1893 році Еженом Леклерком (Eugène Leclercq, 1832–1908), провідним французьким діячем у шашках. Виходив щомісяця по 1909 рік включно. Поновлювався з 1920 по 1931 роки під керівництвом французького шашкіста Марселя Боннара (Marcel Bonnar, 1886–1958).
Видання Le Jeu de Dames було у Франції центром організації шашкового руху і центром шашкової думки загалом. Пізніше такими центрами стали журнал Het Damspel (для Нідерландів) та ризький журнал «Шашки» (для СРСР).